# ラモン・タピア
ラモン・タピア・サパタ（Ramón Tapia Zapata、1932年3月17日 - 1984年4月12日）は、チリのアントファガスタ出身の元ボクサー。1956年メルボルンオリンピックで銀メダルを獲得した。